# محمودوو (شهرستان بلورتسکی، باشقیرستان)
محمودوو (انگلیسی: Makhmutovo, Beloretsky District, Republic of Bashkortostan) یک شهرک در شهرستان بلورتسکی باشقیرستان کشور روسیه است.